# Hissningen
Hissningen är en åkattraktion i nöjesparken Liseberg i Göteborg. Attraktionen är en lugnare version av den populära attraktionstypen Fritt fall, och invigdes tillsammans med de andra attraktionerna i det nya området Kaninlandet i samband med Lisebergs säsongspremiär 27 april 2013.
Attraktionen är byggd av det tyska företaget Zierer och består av två gondoler som färdas uppåt och nedåt längs var sitt torn. Gondolerna roterar även runt tornen för att ge passagerarna bra utsikt över nöjesparken. På vägen upp och ner för tornet hoppar gondolerna dessutom till för att ge en mer fartfylld upplevelse, ungefär på samma sätt som den nu bortplockade åkattraktionen Små grodorna. Varje gondol består av fem tvåsitsiga soffor placerade i en cirkel med passagerarna vända utåt från tornet. Varje gondol har alltså plats för tio passagerare, och de två gondolerna ger totalt plats för 20 passagerare, vilket ger en ungefärlig kapacitet på 480 passagerare per timme.
De två tornen på Hissningen är utformade som en lyftkran och en fyr, men attraktionen finns med olika utseende på flera platser i världen. Exempelvis finns den i nöjesparken Gröna Lund i Stockholm, där den heter Lyktan och består av ett enda torn.

## Bilder

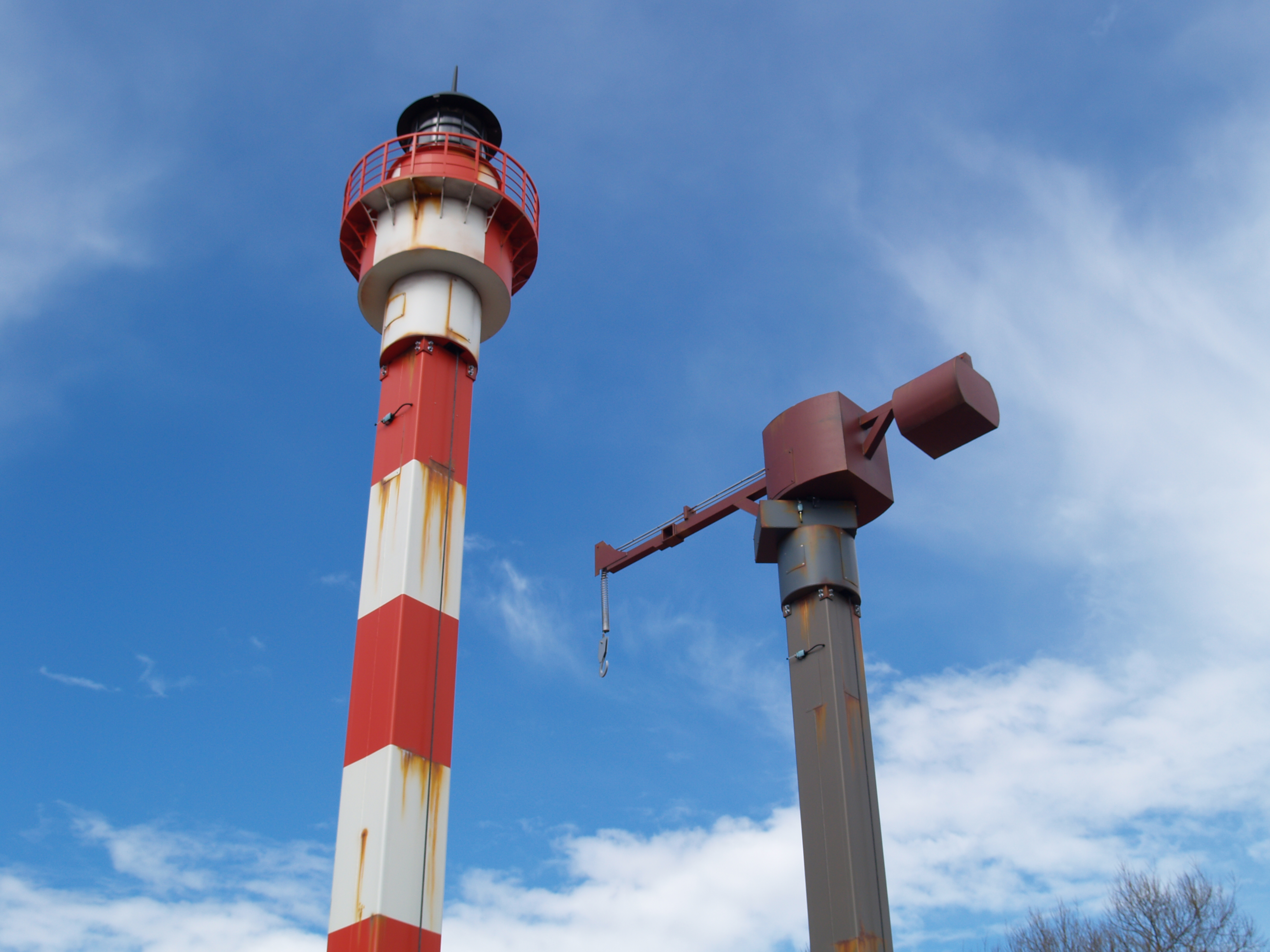
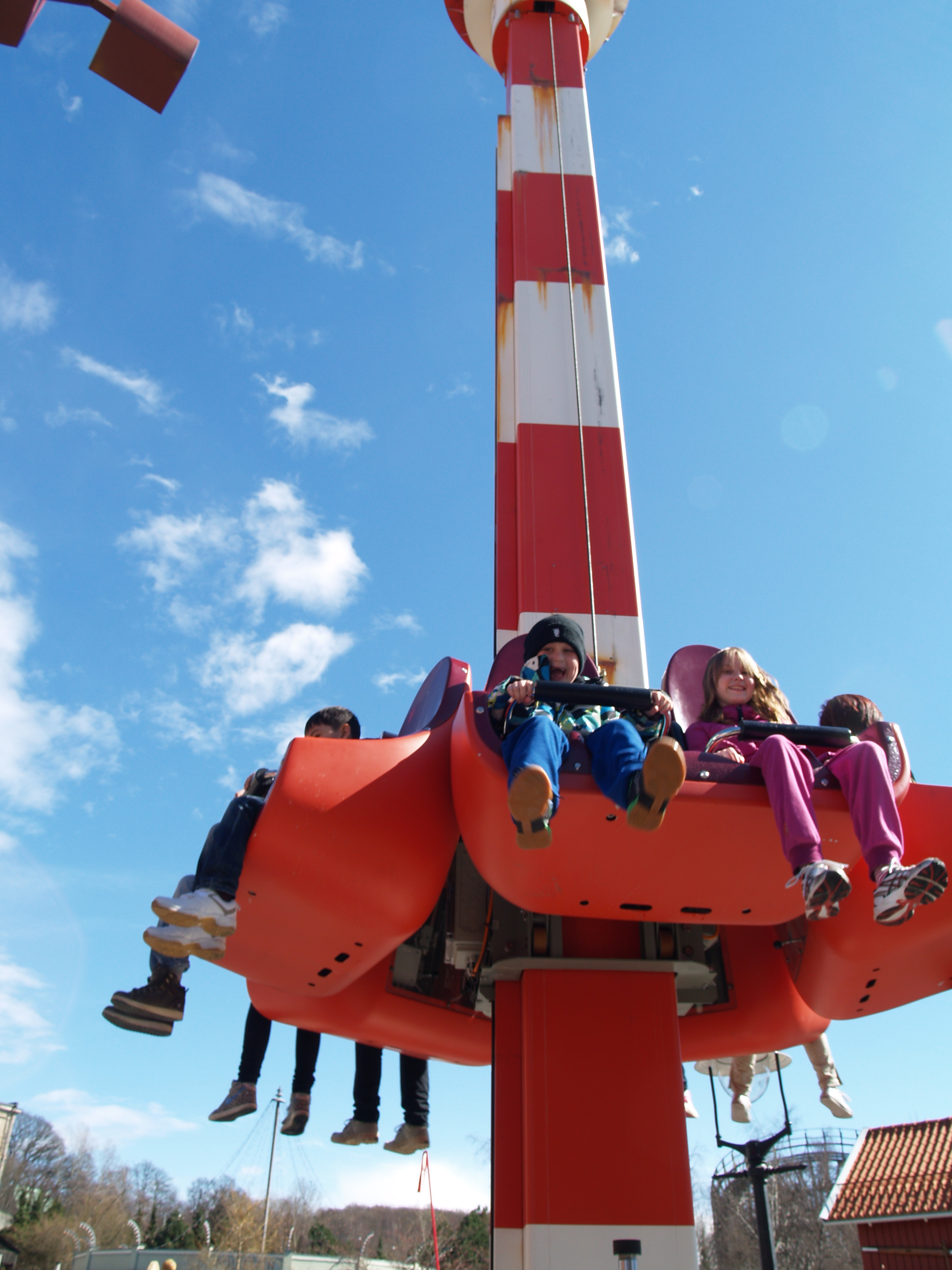